# Campeonato Mundial de Naciones Emergentes de 1995
El Campeonato Mundial de Naciones Emergentes 1995 fue la primera edición del Campeonato Mundial de Naciones Emergentes de Rugby League.

## Equipos
- Escocia
- Estados Unidos
- Irlanda
- Islas Cook
- Marruecos
- Moldavia
- Rusia

## Fase de grupos

### Grupo A
| Equipo         | Encuentros | Encuentros | Encuentros | Encuentros | Tantos  | Tantos    | Tantos     | Puntos |
| Equipo         | jugados    | ganados    | empatados  | perdidos   | a favor | en contra | diferencia | Puntos |
| -------------- | ---------- | ---------- | ---------- | ---------- | ------- | --------- | ---------- | ------ |
| Islas Cook     | 3          | 3          | 0          | 0          | 143     | 38        | +105       | 6      |
| Escocia        | 3          | 2          | 0          | 1          | 82      | 46        | +36        | 4      |
| Rusia          | 3          | 1          | 0          | 2          | 57      | 118       | −61        | 2      |
| Estados Unidos | 3          | 0          | 0          | 3          | 50      | 130       | −80        | 0      |

Nota: Se otorgan 2 puntos al equipo que gane un partido, 1 al que empate y 0 al que pierda.
|  | Clasifica a la final |

### Grupo B
| Equipo    | Encuentros | Encuentros | Encuentros | Encuentros | Tantos  | Tantos    | Tantos     | Puntos |
| Equipo    | jugados    | ganados    | empatados  | perdidos   | a favor | en contra | diferencia | Puntos |
| --------- | ---------- | ---------- | ---------- | ---------- | ------- | --------- | ---------- | ------ |
| Irlanda   | 2          | 2          | 0          | 0          | 90      | 32        | +58        | 4      |
| Moldavia  | 2          | 1          | 0          | 1          | 50      | 67        | -17        | 2      |
| Marruecos | 2          | 0          | 0          | 2          | 25      | 66        | −41        | 0      |

Nota: Se otorgan 2 puntos al equipo que gane un partido, 1 al que empate y 0 al que pierda.
|  | Clasifica a la final |

### Final
| 24 de octubre | Islas Cook | 22 - 6 | Irlanda | Gigg Lane, Bury                |  |
|               |            |        |         | Asistencia: 4.147 espectadores |  |